# Amyna
Amyna là một chi bướm đêm thuộc họ Erebidae.

## Các loài
- Amyna acuta Berio, 1960
- Amyna albiloba (Warren, 1913)
- Amyna amplificans (Walker, 1858)
- Amyna apicalis (Walker, 1865)
- Amyna apicipuncta (Turner, 1936)
- Amyna aroa (Bethune-Baker, 1906)
- Amyna aurea Lucas, 1898
- Amyna auriculata (Turner, 1903)
- Amyna axis (Guenée, 1852)
- Amyna bullula (Grote, 1873)
- Amyna crocosticta Hampson, 1910
- Amyna distigmata (Hampson, 1896)
- Amyna flavirena Holloway, 1979
- Amyna frontalis Strand, 1920
- Amyna glaucoptera Hampson, 1910
- Amyna griseola (Snellen, 1872)
- Amyna indignata (Wileman & South, 1921)
- Amyna insularum Schaus, 1923
- Amyna leucoptera Hampson, 1910
- Amyna leucostriga Hampson, 1910
- Amyna magnifoveata Hampson, 1918
- Amyna modesta (Warren, 1913)
- Amyna monocampta Hampson, 1910
- Amyna natalica Pinhey, 1975
- Amyna natalis (Walker, [1859])
- Amyna onthodes (Lower, 1903)
- Amyna padanga (Swinhoe, 1919)
- Amyna punctum (Fabricius, 1794)
- Amyna renalis (Moore, 1882)
- Amyna rubrirena Hampson, 1918
- Amyna ruptirena Hampson, 1910
- Amyna spilonota Lower, 1903
- Amyna spissa (Warren, 1913)
- Amyna stellata Butler, 1878
- Amyna virbioides (Pagenstecher, 1907)